# Анализирай онова
„Анализирай това“ (на английски: Analyze That) е американски комедиен филм от 2002 година на режисьора Харолд Реймис, продуциран от Паула Фейнщайн и Джейн Розентал. Продължение е на филма „Анализирай това“ (1999). Във филма участват Робърт де Ниро и Били Кристъл, които съответно повтарят ролите си като мафиота Пол Вити и психиатъра Бен Собел. Последван от успеха на първия филм, Warner Bros. разработва продължението на филма, като част от състава и екипа се завръщат във втория филм. Филмът е пуснат на 6 декември 2002 г.

## Актьорски състав
| Изпълнител            | Роля                       |
| --------------------- | -------------------------- |
| Робърт де Ниро        | Пол Вити                   |
| Били Кристъл          | Бен Собел                  |
| Лиса Кудроу           | Лора Собел                 |
| Джо Витерели          | Желето                     |
| Кати Мориарти         | Пати ЛоПрести              |
| Джоуи Диаз            | Дъкс                       |
| Томас Розалес Джуниър | Койота                     |
| Кайл Сабихи           | Майкъл Собел               |
| Ребека Шул            | Дороти Собел, майка на Бен |
| д-р Джой Брадърс      | себе си                    |
| Джеймс Бибери         | агент Милър                |
| Кали Торн             | агент Сероне               |
| Фирдоус Бамджи        | доктор Касам               |
| Джон Фин              | Ричард Чапин               |
| Силвия Каудерс        | леля Естър                 |
| Пат Купър             | Масиело                    |
| Стивън Кампман        | господин Мачинерни         |
| Том Папа              | гаджето                    |
| Джо Тор               | себе си                    |
| Пол Хърман            | Джоуи Бутс                 |
| Джина Лин             | стриптизьорката            |